# Nias
Pour les articles homonymes, voir Nias.
Nias (en indonésien Pulau Nias, en niha Tanö Niha) est une île indonésienne, située dans l'océan Indien à 125 km au large de la côte occidentale de Sumatra.

## Géographie
Avec une superficie de 5 625 km2, Nias est la plus grande des 131 îles rattachées à la province de Sumatra du Nord. Elle fait partie d'une chaîne de reliefs, séparés de Sumatra par le détroit de Mentawai. Sur cette chaîne, l'île de Simeulue est située à 140 km au Nord-ouest, les îles Batu à 80 km au Sud-est, puis les îles Mentawai : Siberut, Sipora et North Pagai. Cette chaîne ressurgit plus à l'est pour former les Petites îles de la Sonde puis les chaînes montagneuses de Sumba et du Timor. Cet arc réalise une zone de subduction, le plateau océanique de Nias étant en conflit avec le plateau asiatique sous lequel il s'enfonce à la vitesse de 52 mm par an.
Les villes principales de l'île sont Gunung Sitoli et Teluk Dalam.
Les habitants, au nombre de 640 000, comprennent outre les Ono Niha, habitants autochtones de l'île, des Malais, des Batak et des Chinois.
Nias bénéficie d'une forte pluviosité (2 800 mm par an), à l'origine de plusieurs rivières pérennes périphériques : la Muzaï au nord, le Gowo à l'est et les rivières Oyo et Honu à l'ouest.

## Administration
Administrativement, l'île fait partie de la province de Sumatra du Nord. Elle est divisée en quatre kabupaten (départements) :
- Nias dont le chef-lieu est Gunung Sitoli (capitale économique de l'île et centre des affaires) ;
- Nias du Sud dont le chef-lieu est Teluk Dalam ;
- Nias du Nord ;
- Nias occidental.

## Langue et culture

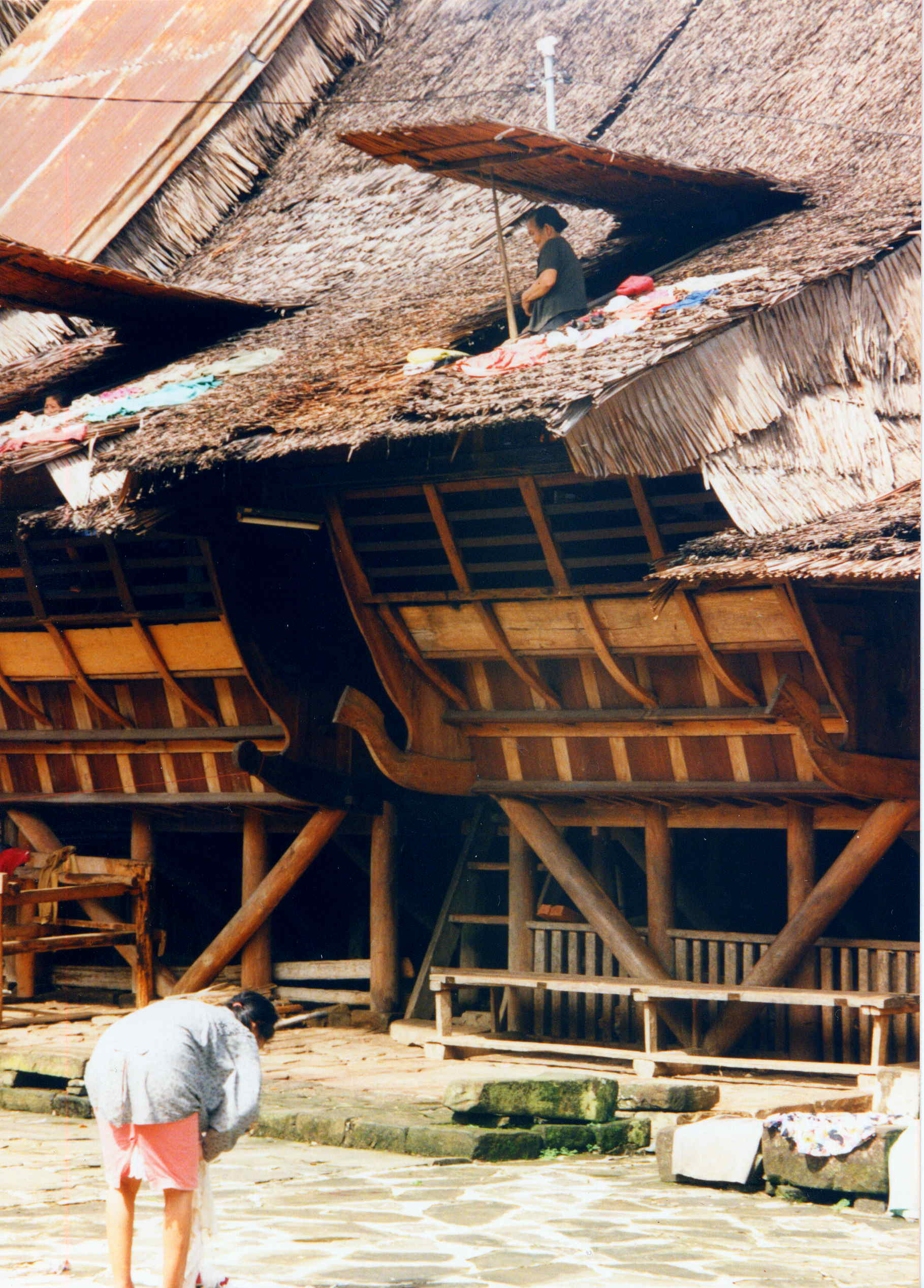
Maison traditionnelle de Nias.

La langue des habitants de Nias est le niha, qui fait partie du rameau dit « sumatrien » de la branche malayo-polynésienne des langues austronésiennes, auquel appartiennent également les langues batak, par exemple le karo batak, et le gayo, le mentawai et le simeulue.
Les religions présentes à Nias sont le catholicisme, le protestantisme et l'islam.

### Statuaire primitive
L'Université de Münster a publié en juin 2023 un catalogue raisonné de l'ensemble des statues antropomorphes du Nord Nias. 

## Histoire

### Avant les migrations austronésiennes
Des fouilles ont révélé la présence d'artefacts archéologiques hoabinhiens. Le site de Tögi Ndrawa témoigne d'une présence humaine qui remonterait à 12 000 ans avant le présent, donc une période antérieure à l'arrivée des Austronésiens il y a environ 3 500 ans.

### Les Austronésiens

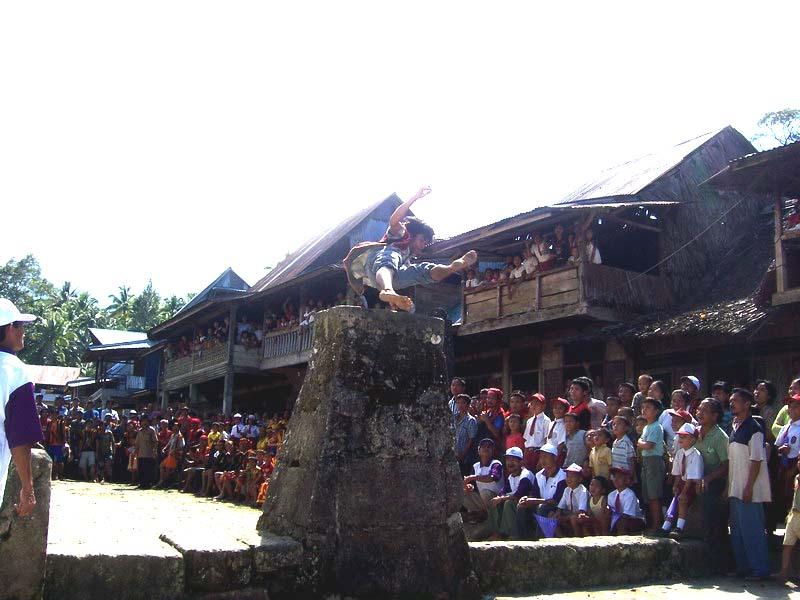
À Nias, le saut d'un muret de pierre est un rituel de préparation au combat.

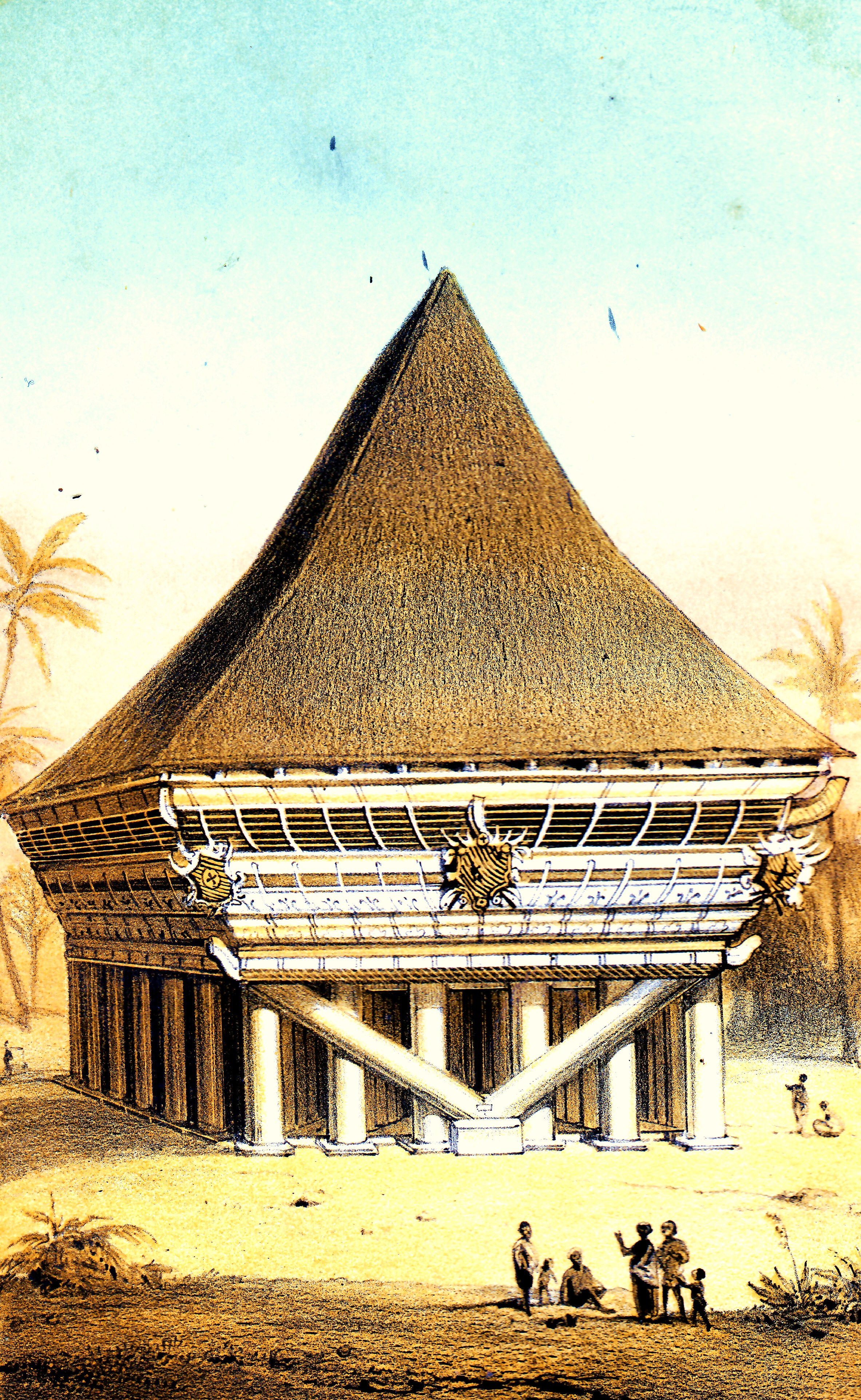
Gravure néerlandaise de 1866 montrant le palais du souverain d'Orahili.

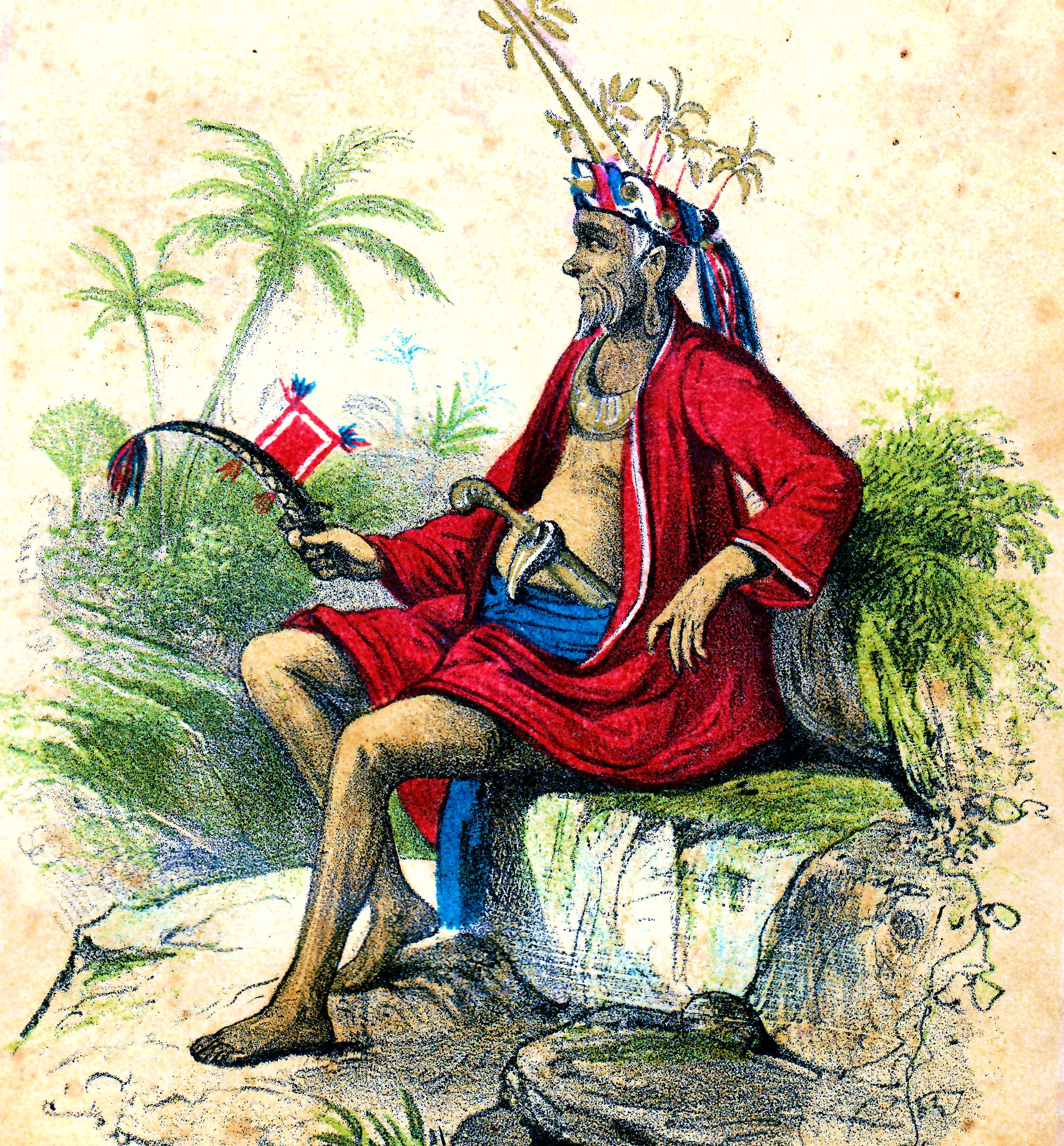
Gravure néerlandaise de 1866 montrant un « raja » de Nias.

Une étude récente du chromosome Y a révélé la présence dans la population de Nias d'haplogroupes taiwanais qu'on ne trouve pas à Sumatra ni dans d'autres îles indonésiennes. En revanche, un de ces haplogroupes est présent en Océanie proche, notamment dans les îles de l'Amirauté et les îles Trobriand. Ceci suggère un établissement initial d'hommes arrivés directement de Taiwan au début de l'expansion austronésienne.

## Catastrophes naturelles
- Nias a subi le séisme du 26 décembre 2004 dans l'océan Indien qui a provoqué la mort de 127 personnes sur la côte ouest de l'île.
- Mais le tremblement de terre du 28 mars 2005, d’amplitude 8,7 a été terrible. 968 personnes sont mortes sous les décombres de leurs maisons. L'île a été soulevée de 3,50 mètres à l'ouest en repoussant la mer de 100 mètres au large, et s'est enfoncée d'autant à l'est, engloutissant deux villages. Au sud de l’île dans la région de Teluk Dalam, il a été suivi, 20 minutes après, par un tsunami. Heureusement les gens ont fui dès les premières secousses et personne n’a été tué malgré la hauteur de la vague (4 à 5 m). En revanche, sur toute la côte, les maisons qui n’avaient pas été détruites par les secousses l’ont été par le raz de marée, les bateaux broyés sur les plages.

## Tourisme
- Dans le sud de l’île, sur la plage de Sorake Bay, on trouve des villages avec leurs maisons d’architecture traditionnelle.
- Différents spots de surf sont prisés :
  - Sorake Bay, plage du sud de l'île à proximité de la ville de Tuluk Dalam ;
  - îles Hinako Archipel de petites îles (dont Asu et Baya) situées au large de la côte ouest de Nias ;
  - îles Banyak (« nombreuses »), un archipel de 60 petites îles au nord de Nias qui font partie de la province d'Aceh. Leur superficie totale est de 319 km2. Les plus grandes de ces îles sont Tuanku et Bangkaru ;
  - îles Batu au sud de Nias.

## Galerie

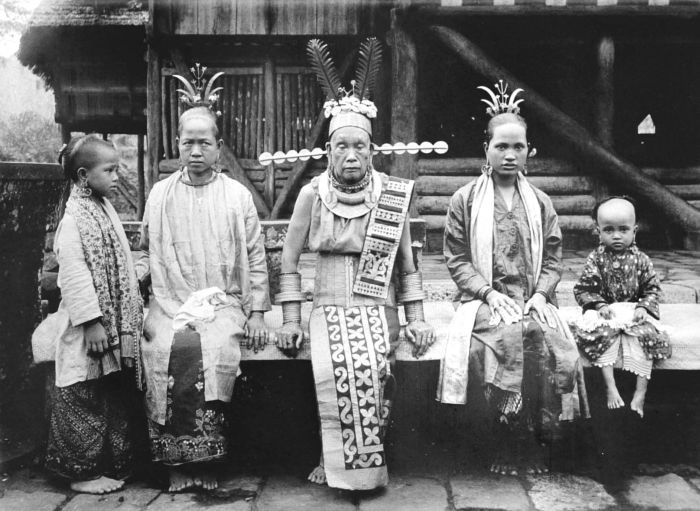
Portrait d'une ancienne princesse de Nias avec ses filles et petites-filles
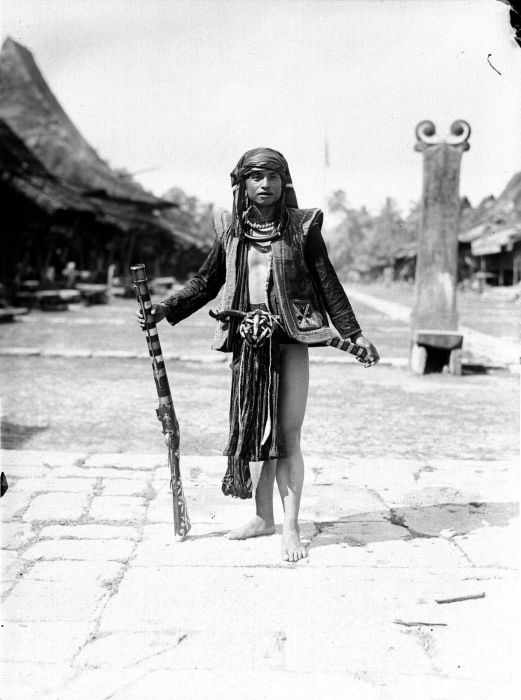
Guerrier
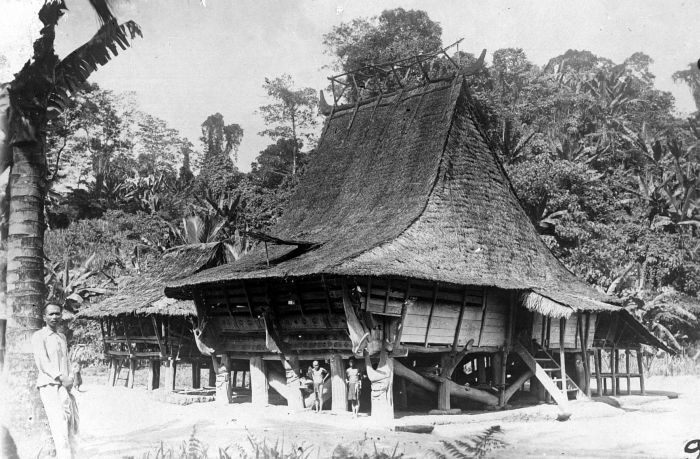
Maison de Nias
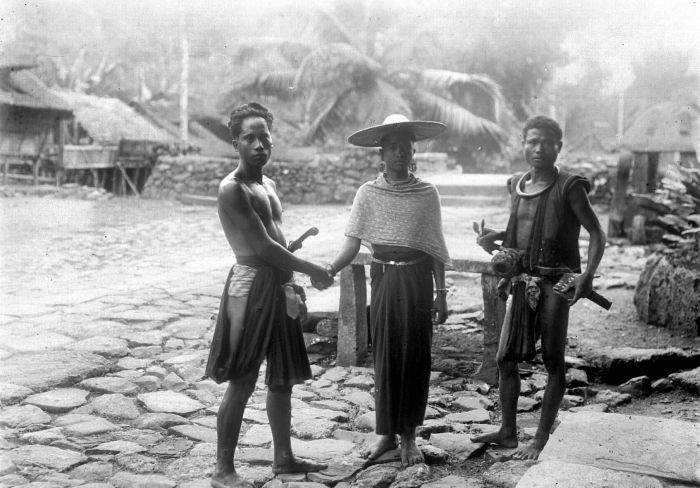
Mariage à Nias
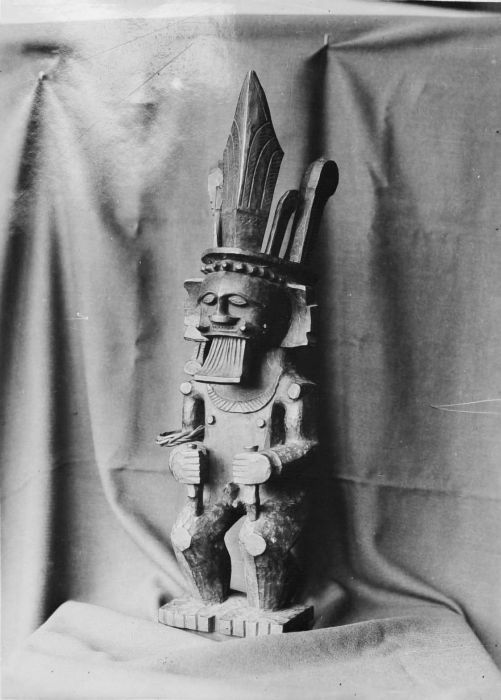
Statue d'ancêtre
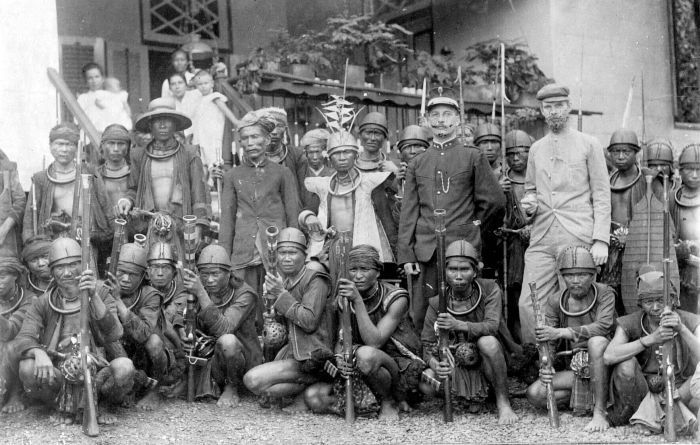
Chasseurs de tête de Nias
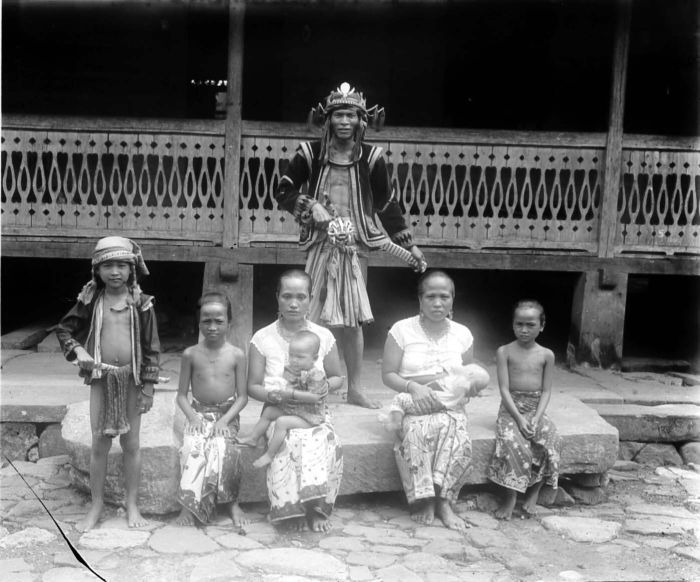
Famille à Nias
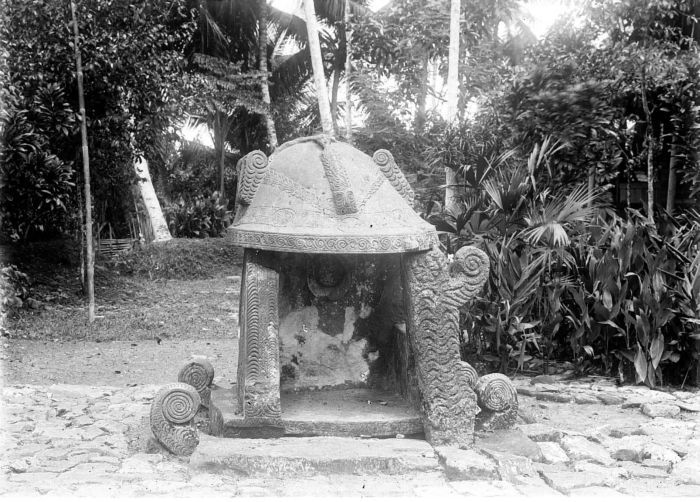
Lieu de sacrifice
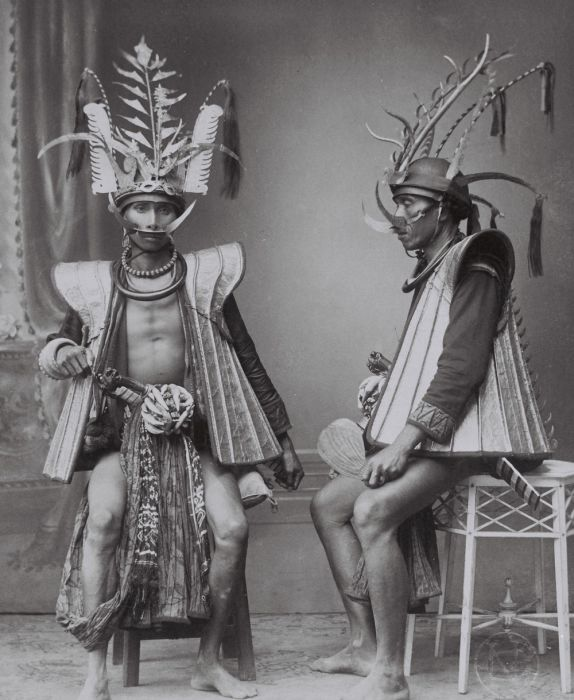
Armure des guerriers de Nias
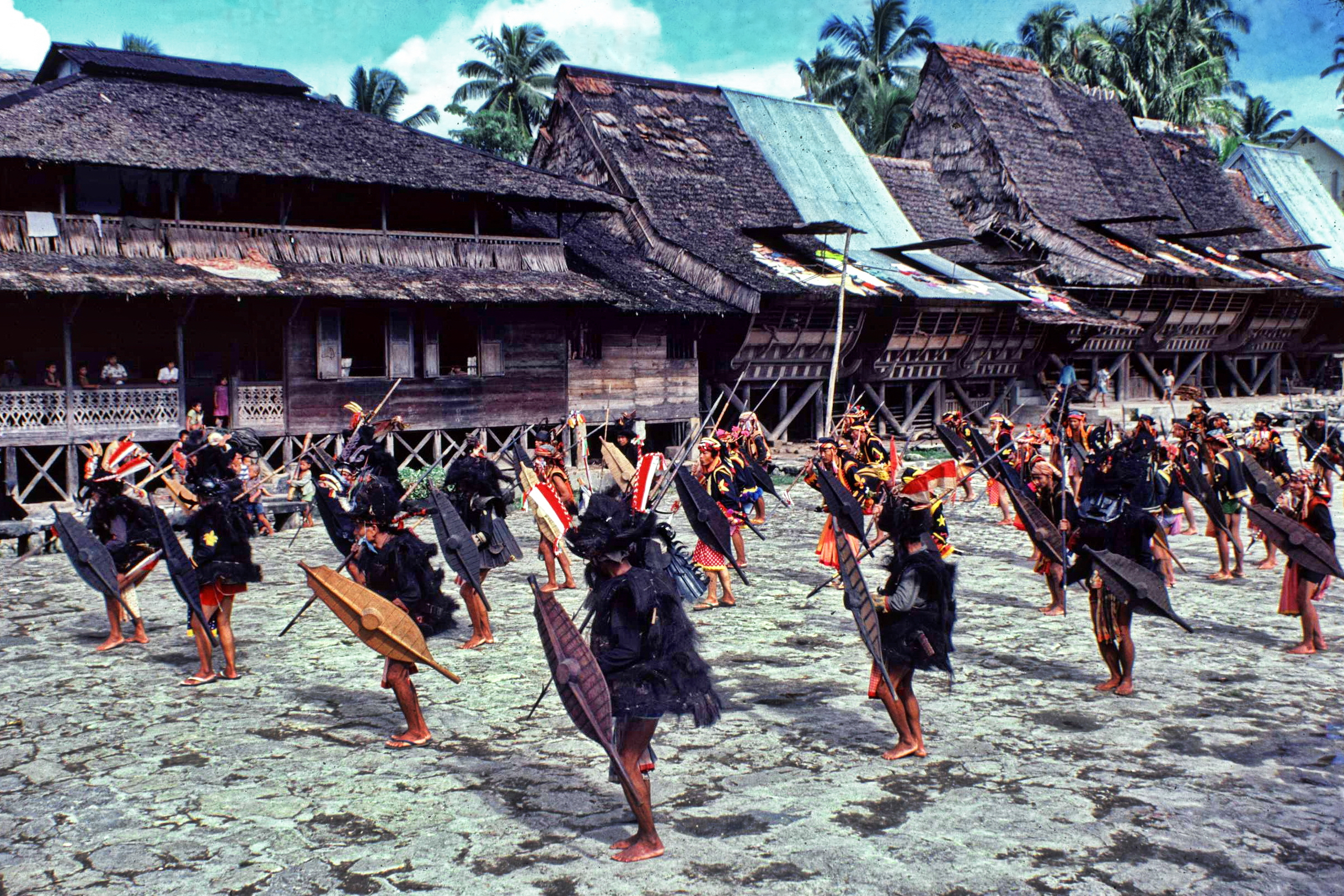
Danse de guerre
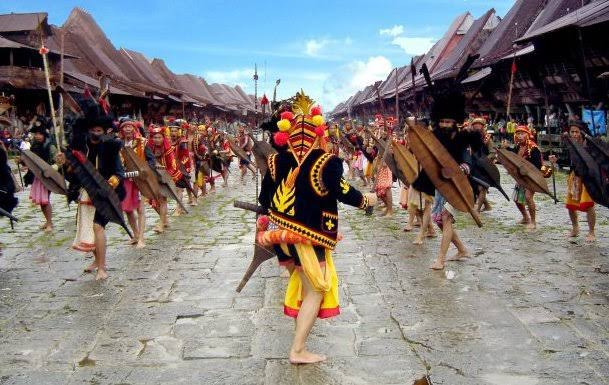
Danseurs avec boucliers traditionnels